# Consonance (linguistique)
Pour les articles homonymes, voir Consonance.
La consonance, dans l'acception langagière du terme, est une particularité de l'expression orale dénuée de sens mais où l'auditeur perçoit une signification; généralement interprétée comme identifiant la langue du locuteur ou de son discours, son origine ou son appartenance ethnique, régionale ou sociale.
Elle est relative au système phonologique de l'auditeur, à sa culture linguistique et même à la direction du vent, si l'on considère que le brouhaha d'un marché rural dans une vallée alpine peut avoir une consonance germanique vers le sud et latine vers le nord.
La nature des consonnes, leur agencement et leur combinaison ainsi que leur réalisation particulière ne sont pas seules en cause. L'ensemble des traits phonétiques et phonologiques, des intonations, des accents et des tons y participe.
Un francophone pourra distinguer des consonances orientale, slave, berrichonne ou autre, sans rien comprendre du discours, voire anglo-saxonne s'il entend chanter en « yaourt ». Les fondements linguistiques de cette notion sont encore à élaborer.
Par exemple, une personne ayant des origines maghrébines ou persanes est dotée de la consonance orientale, c'est-à-dire de pouvoir changer sa hauteur vocale rapidement, dans une chanson par exemple.  
On peut aussi, par analogie, envisager au figuré la consonance d'un texte ou la consonance idéologique.